# Turnul șoarecilor (Bingen)

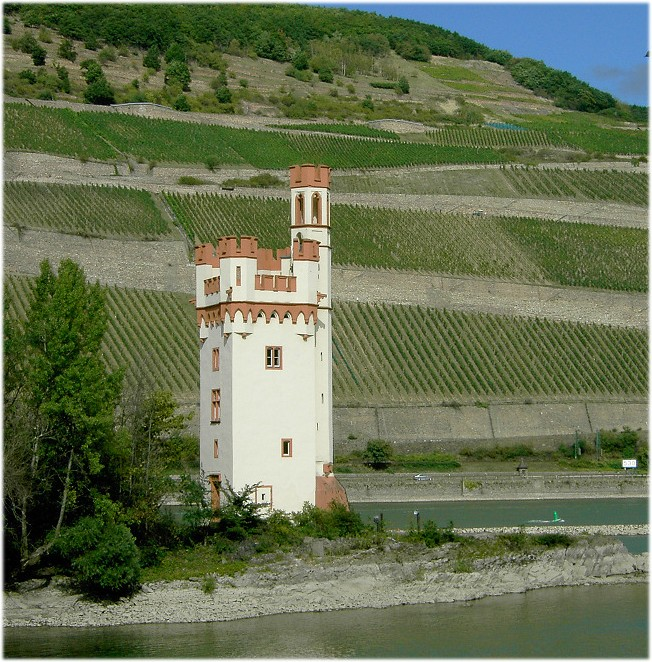
Turnul şoarecilor (Bingen) 2004

Turnul șoarecilor de la Bingen de pe cursul mijlociu al Rinului, landul Renania-Palatinat, Germania, este un turn prevăzut pentru apărare și supraveghere. Turnul a fost construit în prima jumătate a secolului XIV-lea pentru pază și punct vamal pe Rin, pentru a întări controlul vamal al cetății Ehrenfels. Turnul a fost distrus (1689) în timpul războiului de treizeci de ani, fiind reconstruit în anul 1856 în timpul lui Frederic cel Mare. Până în anul 1974 a îndeplinit rolul de turn de semnalizare pentru navigația de pe Rin, deoarece fluviul avea la Binger Loch (Groapa Bingen) o îngustare care îngreuna navigația, nu departe de stânca Loreley.
Numele turnului este dată după o legendă care relatează, că arhiepiscopul din Mainz „Hatto I” nu s-a lăsat înduplecat de rugămintea mulțimii flămânde de a împărți cu mulțimea cerealele din magazia sa. Supărat de rugămințile săracilor i-a închis și a dat foc la hambar. În acel moment au sosit mii de șoareci din toate găurile și s-au cățărat peste tot. Înspăimântat episcopul împreună cu servitorii lui s-au refugiat pe insulă unde se află turnul. În turn episcopul va fi înconjurat de rozătoare fiind devorat de viu.